# Club Atlético Boca Juniors (pallavolo maschile)
Il Club Atlético Boca Juniors è una società pallavolistica argentina, con sede a Buenos Aires, facente parte dell'omonima società polisportiva.

## Storia
La sezione pallavolistica maschile del Club Atlético Boca Juniors viene fondata nel 1943, partecipando inizialmente a tornei di natura amatoriale: inizialmente partecipa alla Liga Metropolitana, poi al campionato argentino. Nel 1996, con l'avvento del professionismo, partecipa immediata alla Liga A1 de Vóley, raggiungendo immediatamente la finale scudetto del torneo. Dopo la vittoria della Coppa ACLAV 2010, raggiunge un'altra finale scudetto nel campionato 2011-12 e partecipa per la prima volta ad una rassegna continentale, grazie al primo posto al Torneo Pre Sudamericano, classificandosi quarto al campionato sudamericano per club 2014.
Nella stagione 2015-16 rinuncia all'iscrizione alla Liga Argentina de Voleibol per mancanza di fondi, dedicandosi esclusivamente all'attività giovanile, come già avvenuto in precedenti occasioni.

## Palmarès
- Coppa ACLAV: 1

2010